# Lubomino (gromada)
Lubomino – dawna gromada, czyli najmniejsza jednostka podziału terytorialnego Polskiej Rzeczypospolitej Ludowej w latach 1954–1972.
Gromady, z gromadzkimi radami narodowymi (GRN) jako organami władzy najniższego stopnia na wsi, funkcjonowały od reformy reorganizującej administrację wiejską przeprowadzonej jesienią 1954 do momentu ich zniesienia z dniem 1 stycznia 1973, tym samym wypierając organizację gminną w latach 1954–1972.
Gromadę Lubomino z siedzibą GRN w Lubominie utworzono – jako jedną z 8759 gromad na obszarze Polski – w powiecie lidzbarskim w woj. olsztyńskim na mocy uchwały nr 16 WRN w Olsztynie z dnia 4 października 1954. W skład jednostki weszły obszary dotychczasowych gromad Lubomino, Wapnik i Wójtowo ze zniesionej gminy Lubomino w tymże powiecie. Dla gromady ustalono 14 członków gromadzkiej rady narodowej.
1 stycznia 1958 do gromady Lubomino włączono obszar zniesionej gromady Wolnica w tymże powiecie.
1 stycznia 1960 do gromady Lubomino włączono wieś Zagony z gromady Rogiedle, a także wieś Święknity, osady Święknicki Młyn i Święknitki oraz PGR Święknity ze zniesionej gromady Wilczkowo w tymże powiecie.
31 grudnia 1961 do gromady Lubomino włączono wsie Gronowo i Różyn ze zniesionej gromady Piotraszewo w tymże powiecie.
1 stycznia 1969 do gromady Lubomino włączono obszar o powierzchni 4 ha leżący między stykiem granic powiatów morąskiego, braniewskiego i lidzbarskiego a wsią Kłodzin z gromady Miłakowo w powiecie morąskim w tymże województwie.
22 grudnia 1971 do gromady Lubomino włączono miejscowości Ełdyty Małe, Ełdyty Wielkie, Piotrowo, Rogiedle, Samborek, Wilczkowo i Zajączki ze zniesionej gromady Rogiedle w tymże powiecie.
Gromada przetrwała do końca 1972 roku, czyli do kolejnej reformy gminnej. 1 stycznia 1973 w powiecie lidzbarskim reaktywowano gminę Lubomino.